# Philodryas mattogrossensis
Espèce
Synonymes
- Philodryas ternetzii Schenkel, 1901
- Philodryas erlandi Lönnberg, 1902
- Philodryas boulengeri Werner, 1909

Philodryas mattogrossensis  est une espèce de serpents de la famille des Dipsadidae.

## Répartition
Cette espèce se rencontre :
- au Brésil dans les États du Mato Grosso et du Goiás ;
- en Bolivie ;
- au Paraguay ;
- en Argentine dans les provinces du Chaco, de Formosa, de Salta et de Santiago del Estero.

## Description
Dans sa description Koslowsky indique que le spécimen en sa possession mesure 120 cm dont 36,5 cm pour la queue.

## Étymologie
Son nom d'espèce, composé de mattogross[o] et du suffixe latin -ensis, « qui vit dans, qui habite », lui a été donné en référence au lieu de sa découverte.

## Publication originale
- Koslowsky, 1898 : Ofidios de Matto-Grosso (Brazil). Revista del Museo de La Plata, vol. 8, p. 25-34 (texte intégral).